# Доменіко Крішито
Доменіко Крішіто (італ. Domenico Criscito; нар. 30 грудня 1986, Черкола) — італійський футболіст, лівий захисник канадського «Торонто». Грав за національну збірну Італії.

## Клубна кар'єра
Вихованець юнацьких команд футбольних клубів «Дженоа» та «Ювентус», які довгий час спільно володіли правами на гравця.
У дорослому футболі дебютував 2002 року виступами за команду клубу «Дженоа», взявши участь в одній грі у складі головної команди клубу. Згодом декілька років виступав виключно за команди дублерів, спочатку у «Дженоа», а протягом 2004—2006 років — у «Ювентусі».
2006 року повернувся до «Дженоа», вже як основний гравець захисту команди. В сезоні 2007–08 знову пробував сили у «Ювентусі», однак не зміг закріпитися в головній команді клубу і повернувся до генуезької команди.
У складі «Дженоа», який на цей час пробився до елітної Серії A італійського футболу, став ключовим захисником і привернув увагу тренерського штабу національної збірної Італії.
Влітку 2011 року молодий захисник переїхав до Росії, де у його послугах зацікавився італійський тренер санкт-петербурзького «Зеніта» Лучано Спаллетті. Трансфер гравця обійшовся російському клубу в 11 мільйонів євро. На наступні сім сезонів став основною опцією тренерів російської команди на лівому фланзі захисту. Влітку 2018 року, після завершення терміну дії чергового контракту із «Зенітом», залишив команду, провівши на той момент понад 200 матчів у його складі в різних командах.
Ще до завершення виступів у Росії гравець повідомив, що його черговою командою стане його рідний клуб, «Дженоа». Протягом наступних п'яти сезонів відіграв за його команду понад 100 ігор у Серії A, був її капітаном.
Влітку 2022 року уклав однорічний контракт з «Торонто», представником північноамериканської MLS.

## Виступи за збірні
2003 року дебютував у складі юнацької збірної Італії, у складі юнацьких збірних різних вікових категорій взяв участь у 16 іграх, відзначившись одним забитим голом.
Протягом 2005—2009 років залучався до складу молодіжної збірної Італії. На молодіжному рівні зіграв у 30 офіційних матчах, забив 2 голи.
2008 року захищав кольори олімпійської збірної Італії. У складі цієї команди провів 4 матчі, був учасником футбольного турніру на Олімпійських іграх 2008 року у Пекіні.
2009 року дебютував в офіційних матчах у складі національної збірної Італії. Наразі провів у формі головної команди країни 17 матчів. У складі збірної був учасником чемпіонату світу 2010 року у ПАР, де виходив на поле в усіх трьох матчах своєї команди на турнірі.

## Статистика виступів

### Статистика клубних виступів
Станом на 18 серпня 2022 року
| Сезон               | Команда             | Чемпіонат           | Чемпіонат | Чемпіонат | Національний кубок | Національний кубок | Національний кубок | Континентальні кубки | Континентальні кубки | Континентальні кубки | Інші змагання | Інші змагання | Інші змагання | Усього | Усього |
| Сезон               | Команда             | Ліга                | Ігор      | Голів     | Ліга               | Ігор               | Голів              | Ліга                 | Ігор                 | Голів                | Ліга          | Ігор          | Голів         | Ігор   | Голів  |
| ------------------- | ------------------- | ------------------- | --------- | --------- | ------------------ | ------------------ | ------------------ | -------------------- | -------------------- | -------------------- | ------------- | ------------- | ------------- | ------ | ------ |
| 2002–03             | «Дженоа»            | B                   | 1         | 0         | КІ                 | 0                  | 0                  | -                    | -                    | -                    | -             | -             | -             | 1      | 0      |
| 2003–04             | «Дженоа»            | B                   | 0         | 0         | -                  | -                  | -                  | -                    | -                    | -                    | -             | -             | -             | 0      | 0      |
| 2004–05             | «Ювентус»           | A                   | 0         | 0         | -                  | -                  | -                  | -                    | -                    | -                    | -             | -             | -             | 0      | 0      |
| 2005–06             | «Ювентус»           | A                   | 0         | 0         | -                  | -                  | -                  | -                    | -                    | -                    | -             | -             | -             | 0      | 0      |
| 2006–07             | «Дженоа»            | B                   | 36        | 4         | КІ                 | 3                  | 0                  | -                    | -                    | -                    | -             | -             | -             | 39     | 4      |
| 2007-08             | «Ювентус»           | A                   | 8         | 0         | КІ                 | 1                  | 0                  | -                    | -                    | -                    | -             | -             | -             | 9      | 0      |
| Усього за «Ювентус» | Усього за «Ювентус» | Усього за «Ювентус» | 8         | 0         |                    | 1                  | 0                  |                      |                      |                      |               |               |               | 9      | 0      |
| 2008                | «Дженоа»            | A                   | 16        | 0         | -                  | -                  | -                  | -                    | -                    | -                    | -             | -             | -             | 16     | 0      |
| 2008–09             | «Дженоа»            | A                   | 35        | 3         | КІ                 | 2                  | 0                  | -                    | -                    | -                    | -             | -             | -             | 37     | 3      |
| 2009–10             | «Дженоа»            | A                   | 29        | 2         | КІ                 | 0                  | 0                  | ЛЄ                   | 6                    | 1                    | -             | -             | -             | 35     | 3      |
| 2010–11             | «Дженоа»            | A                   | 36        | 0         | КІ                 | 0                  | 0                  | -                    | -                    | -                    | -             | -             | -             | 36     | 0      |
| 2011–12             | «Зеніт»             | ПЛ                  | 24        | 1         | КР                 | 1                  | 0                  | ЛЧ                   | 7                    | 0                    | -             | -             | -             | 32     | 1      |
| 2012–13             | «Зеніт»             | ПЛ                  | 12        | 2         | КР                 | 1                  | 1                  | ЛЧ+ЛЄ                | 3+1                  | 0                    | СР            | 1             | 0             | 18     | 3      |
| 2013–14             | «Зеніт»             | ПЛ                  | 18        | 1         | КР                 | 1                  | 0                  | ЛЧ                   | 7                    | 0                    | СР            | 0             | 0             | 26     | 1      |
| 2014–15             | «Зеніт»             | ПЛ                  | 25        | 2         | КР                 | 1                  | 0                  | ЛЧ+ЛЄ                | 10+4                 | 0+1                  | -             | -             | -             | 40     | 3      |
| 2015–16             | «Зеніт»             | ПЛ                  | 23        | 1         | КР                 | 5                  | 0                  | ЛЧ                   | 6                    | 0                    | СР            | 1             | 0             | 35     | 1      |
| 2016–17             | «Зеніт»             | ПЛ                  | 25        | 4         | КР                 | 0                  | 0                  | ЛЄ                   | 7                    | 1                    | СР            | 1             | 0             | 33     | 5      |
| 2017–18             | «Зеніт»             | ПЛ                  | 28        | 4         | КР                 | -                  | -                  | ЛЄ                   | 12                   | 2                    | -             | -             | -             | 40     | 6      |
| Усього за «Зеніт»   | Усього за «Зеніт»   | Усього за «Зеніт»   | 155       | 15        |                    | 9                  | 1                  |                      | 57                   | 4                    |               | 3             | 0             | 224    | 20     |
| 2018–19             | «Дженоа»            | A                   | 35        | 2         | КІ                 | 1                  | 0                  | -                    | -                    | -                    | -             | -             | -             | 36     | 2      |
| 2019–20             | «Дженоа»            | A                   | 1         | 1         | КІ                 | 1                  | 1                  | -                    | -                    | -                    | -             | -             | -             | 2      | 2      |
| 2019–20             | «Дженоа»            | A                   | 26        | 8         | КІ                 | 2                  | 2                  | -                    | -                    | -                    | -             | -             | -             | 28     | 10     |
| 2020–21             | «Дженоа»            | A                   | 23        | 1         | КІ                 | 1                  | 0                  | -                    | -                    | -                    | -             | -             | -             | 24     | 1      |
| 2021–22             | «Дженоа»            | A                   | 20        | 6         | КІ                 | 1                  | 1                  | -                    | -                    | -                    | -             | -             | -             | 21     | 7      |
| Усього за «Дженоа»  | Усього за «Дженоа»  | Усього за «Дженоа»  | 257       | 26        |                    | 11                 | 3                  |                      | 6                    | 1                    |               | -             | -             | 274    | 30     |
| лип.-груд. 2022     | «Торонто»           | MLS                 | 13        | 1         | ПК                 | 1                  | 0                  | -                    | -                    | -                    | -             | -             | -             | 14     | 1      |
| Усього за кар'єру   | Усього за кар'єру   | Усього за кар'єру   | 333       | 42        |                    | 22                 | 4                  |                      | 63                   | 5                    |               | 3             | 0             | 520    | 51     |

### Статистика виступів за збірну
| Дата       | Місто        | Господарі         | Результат | Гості             | Турнір                               | Голи | Примітки |
| ---------- | ------------ | ----------------- | --------- | ----------------- | ------------------------------------ | ---- | -------- |
| 12-8-2009  | Базель       | Швейцарія         | 0 – 0     | Італія            | товариський матч                     | -    |          |
| 5-9-2009   | Тбілісі      | Грузія            | 0 – 2     | Італія            | Відбір до ЧС 2010                    | -    | 24'      |
| 14-11-2009 | Пескара      | Італія            | 0 – 0     | Нідерланди        | товариський матч                     | -    | 80'      |
| 18-11-2009 | Чезена       | Італія            | 1 – 0     | Швеція            | товариський матч                     | -    | 50'      |
| 3-3-2010   | Монако       | Італія            | 0 – 0     | Камерун           | товариський матч                     | -    | 46'      |
| 3-6-2010   | Брюссель     | Італія            | 1 – 2     | Мексика           | товариський матч                     | -    |          |
| 5-6-2010   | Женева       | Швейцарія         | 1 – 1     | Італія            | товариський матч                     | -    | 81'      |
| 14-6-2010  | Кейптаун     | Італія            | 1 – 1     | Парагвай          | ЧС 2010 - 1-й етап                   | -    |          |
| 20-6-2010  | Мбомбела     | Італія            | 1 – 1     | Нова Зеландія     | ЧС 2010 - 1-й етап                   | -    |          |
| 24-6-2010  | Йоганнесбург | Словаччина        | 3 – 2     | Італія            | ЧС 2010 - 1-й етап                   | -    | 46'      |
| 8-10-2010  | Белфаст      | Північна Ірландія | 0 – 0     | Італія            | Відбір до ЧЄ 2012                    | -    |          |
| 12-10-2010 | Генуя        | Італія            | 3 – 0     | Сербія            | Відбір до ЧЄ 2012                    | -    |          |
| 9-2-2011   | Дортмунд     | Німеччина         | 1 – 1     | Італія            | товариський матч                     | -    | 78'      |
| 29-3-2011  | Київ         | Україна           | 0 – 2     | Італія            | товариський матч                     | -    |          |
| 7-6-2011   | Льєж         | Італія            | 0 – 2     | Ірландія          | товариський матч                     | -    | 66'      |
| 10-8-2011  | Барі         | Італія            | 2 – 1     | Іспанія           | товариський матч                     | -    |          |
| 2-9-2011   | Торсгавн     | Фарерські острови | 0 – 1     | Італія            | Відбір до ЧЄ 2012                    | -    |          |
| 11-11-2011 | Вроцлав      | Польща            | 0 – 2     | Італія            | товариський матч                     | -    | 77'      |
| 29-2-2012  | Генуя        | Італія            | 0 – 1     | США               | товариський матч                     | -    | 46'      |
| 12-10-2012 | Єреван       | Вірменія          | 1 – 3     | Італія            | Відбір до ЧС 2014                    | -    |          |
| 15-11-2013 | Мілан        | Італія            | 1 – 1     | Німеччина         | товариський матч                     | -    |          |
| 5-3-2014   | Мадрид       | Іспанія           | 1 – 0     | Італія            | товариський матч                     | -    | 43' 46'  |
| 28-5-2018  | Санкт-Галлен | Італія            | 2 – 1     | Саудівська Аравія | товариський матч                     | -    | 88'      |
| 4-6-2018   | Турин        | Італія            | 1 – 1     | Нідерланди        | товариський матч                     | -    | 69'      |
| 10-9-2018  | Лісабон      | Португалія        | 1 – 0     | Італія            | Ліга націй УЄФА 2018-2019 - 1-й етап | -    | 42' 74'  |
| 10-10-2018 | Генуя        | Італія            | 1 – 1     | Україна           | товариський матч                     | -    | 88'      |
| Усього     |              | Матчів            | 26        |                   | Голів                                | 0    |          |

| Дата       | Місто             | Господарі         | Результат  | Гості             | Турнір                             | Голи | Примітки |
| ---------- | ----------------- | ----------------- | ---------- | ----------------- | ---------------------------------- | ---- | -------- |
| 14-11-2006 | Фрозіноне         | Італія            | 0 – 0      | Чехія             | Товариський матч                   | -    |          |
| 12-12-2006 | Вібо-Валентія     | Італія            | 2 – 0      | Люксембург        | Товариський матч                   | -    | 45'      |
| 24-3-2007  | Лондон            | Англія            | 3 – 3      | Італія            | Товариський матч                   | -    |          |
| 1-6-2007   | Понтедера         | Італія            | 4 – 0      | Албанія           | Кваліфікація молодіжного Євро-2009 | 1    | 35'      |
| 14-6-2007  | Арнем             | Англія            | 2 – 2      | Італія            | Молодіжне Євро-2007 - 1-й етап     | -    | 59'      |
| 17-6-2007  | Арнем             | Італія            | 3 – 1      | Чехія             | Молодіжне Євро-2007 - 1-й етап     | -    |          |
| 21-6-2007  | Неймеген          | Португалія        | 3 – 4 д.ч. | Італія            | Молодіжне Євро-2007 - 1-й етап     | -    |          |
| 7-9-2007   | Тренто            | Італія            | 2 – 1      | Фарерські острови | Кваліфікація молодіжного Євро-2009 | -    |          |
| 11-9-2007  | Дуррес            | Албанія           | 0 – 1      | Італія            | Кваліфікація молодіжного Євро-2009 | -    |          |
| 12-10-2007 | К'єті             | Італія            | 2 – 1      | Хорватія          | Кваліфікація молодіжного Євро-2009 | -    |          |
| 16-10-2007 | Афіни             | Греція            | 2 – 2      | Італія            | Кваліфікація молодіжного Євро-2009 | -    |          |
| 16-11-2007 | Фермо             | Італія            | 5 – 0      | Азербайджан       | Кваліфікація молодіжного Євро-2009 | -    |          |
| 21-11-2007 | Торсгавн          | Фарерські острови | 0 – 1      | Італія            | Кваліфікація молодіжного Євро-2009 | -    |          |
| 5-2-2008   | Феррара           | Італія            | 2 – 1      | Нідерланди        | Товариський матч                   | -    | 45'      |
| 5-9-2008   | Кастель-ді-Сангро | Італія            | 1 – 1      | Греція            | Кваліфікація молодіжного Євро-2009 | -    |          |
| 9-9-2008   | Вараждин          | Хорватія          | 1 – 1      | Італія            | Кваліфікація молодіжного Євро-2009 | -    |          |
| 11-10-2008 | Анкона            | Італія            | 0 – 0      | Ізраїль           | Кваліфікація молодіжного Євро-2009 | -    |          |
| 15-10-2008 | Тель-Авів         | Ізраїль           | 1 – 3      | Італія            | Кваліфікація молодіжного Євро-2009 | -    |          |
| 18-11-2008 | Оснабрюк          | Німеччина         | 1 – 0      | Італія            | Товариський матч                   | -    | 45'      |
| 11-2-2009  | Трієст            | Італія            | 1 – 1      | Швеція            | Товариський матч                   | -    | 67'      |
| 31-3-2009  | Керкраде          | Нідерланди        | 1 – 1      | Італія            | Товариський матч                   | -    |          |
| 9-6-2009   | Фарум             | Данія             | 4 – 0      | Італія            | Товариський матч                   | -    | 14'      |
| 16-6-2009  | Гельсінгборг      | Італія            | 0 – 0      | Сербія            | Молодіжне Євро-2009 - 1-й етап     | -    |          |
| 19-6-2009  | Гельсінгборг      | Швеція            | 1 – 2      | Італія            | Молодіжне Євро-2009 - 1-й етап     | -    |          |
| 23-6-2009  | Гельсінгборг      | Білорусь          | 1 – 2      | Італія            | Молодіжне Євро-2009 - 1-й етап     | -    |          |
| 26-6-2009  | Гельсінгборг      | Італія            | 0 – 1      | Німеччина         | Молодіжне Євро-2009 - півфінал     | -    |          |
| Усього     |                   | Матчів            | 26         |                   | Голів                              | 1    |          |

- Чемпіон Росії (2):

«Зеніт»: 2011–12, 2014–15
- Володар Кубка Росії (1):

«Зеніт»: 2015–16
- Володар Суперкубка Росії (2):

«Зеніт»: 2015, 2016